# Gargetta
Gargetta is een geslacht van vlinders van de familie tandvlinders (Notodontidae), uit de onderfamilie Dudusiinae.

## Soorten
- G. costigera Walker, 1865
- G. divisa Gaede, 1930
- G. euteles West., 1932
- G. hampsoni Schintlmeister, 1981
- G. lithosidia Hampson, 1895
- G. nagaensis Hampson, 1892
- G. nigra Wileman, 1910
- G. tompua Kiriakoff, 1970
- G. triplicepunctata Gaede, 1930